# Licinia (vestal, första århundradet f.Kr.)
Licinia, död efter 61 f.Kr., var en romersk vestal.
Licinia blev vestal år 85 f.Kr. Hon åtalades år 73 för att ha brutit sina kyskhetslöften med sin kusin Crassus, men frikändes från anklagelserna efter en uppmärksammad rättegång. Enligt Plutarchos hängde Crassus efter henne eftersom han ville åt hennes egendom. Hon avslutade sin tjänst som vestal år 61.